# Plavání na mistrovství Evropy v plaveckých sportech 1926
Závody v plavání na mistrovství Evropy v plaveckých sportech za rok 1926 proběhly v Budapešti, Maďarsko ve dnech 18. až 22. srpna 1926.

## Výsledky

### Individuální disciplíny
| Muži                | Zlato                  | Zlato   | Stříbro                | Stříbro | Bronz                    | Bronz   |
| ------------------- | ---------------------- | ------- | ---------------------- | ------- | ------------------------ | ------- |
| 100 m volný způsob  | István Bárány (HUN)    | 1:01,0  | Arne Borg (SWE)        | 1:01,2  | Georg Werner (SWE)       | 1:03,8  |
| 400 m volný způsob  | Arne Borg (SWE)        | 5:14,2  | Herbert Heinrich (GER) | 5:21,6  | Friedel Berges (GER)     | 5:25,6  |
| 1500 m volný způsob | Arne Borg (SWE)        | 21:29,2 | Friedel Berges (GER)   | 22:08,4 | Joachim Rademacher (GER) | 22:19,0 |
| 100 m znak          | Gustav Frölich (GER)   | 1:16,0  | Károly Bartha (HUN)    | 1:16,0  | Eskil Lundahl (SWE)      | 1:16,4  |
| 200 m prsa          | Erich Rademacher (GER) | 2:52,6  | Louis Van Parijs (BEL) | 2:54,8  | Wilhelm Prasse (GER)     | 3:00,2  |

### Štafety
| Muži                 | Zlato                                                                                   | Zlato  | Stříbro                                                                             | Stříbro | Bronz                                                         | Bronz   |
| -------------------- | --------------------------------------------------------------------------------------- | ------ | ----------------------------------------------------------------------------------- | ------- | ------------------------------------------------------------- | ------- |
| 4×200 m volný způsob | Německá říše (GER) (August Heitmann Joachim Rademacher Friedel Berges Herbert Heinrich) | 9:57,2 | Maďarské království (HUN) (Zoltán Bitskey András Wanié Géza Szigritz István Bárány) | 10:03,4 | Švédsko (SWE) (Georg Werner Åke Borg Eskil Lundahl Arne Borg) | 10:06,8 |

## Medailová bilance
V plavání se rozdělilo celkem 6 sad medailí.
| Pořadí | Stát                      |       | Muži    | Muži  | Muži  |         | Ženy  | Ženy  | Ženy    |       | Muži + Ženy | Muži + Ženy | Muži + Ženy | Celkem |
| Pořadí | Stát                      | Zlato | Stříbro | Bronz | Zlato | Stříbro | Bronz | Zlato | Stříbro | Bronz |             |             |             | Celkem |
| ------ | ------------------------- | ----- | ------- | ----- | ----- | ------- | ----- | ----- | ------- | ----- | ----------- | ----------- | ----------- | ------ |
| 1.     | Německá říše (GER)        |       | 3       | 2     | 3     |         | 0     | 0     | 0       |       | 3           | 2           | 3           | 8      |
| 2.     | Švédsko (SWE)             |       | 2       | 1     | 3     |         | 0     | 0     | 0       |       | 2           | 1           | 3           | 6      |
| 3.     | Maďarské království (HUN) |       | 1       | 2     | 0     |         | 0     | 0     | 0       |       | 1           | 2           | 0           | 3      |
| 4.     | Belgie (BEL)              |       | 0       | 1     | 0     |         | 0     | 0     | 0       |       | 0           | 1           | 0           | 1      |
| Celkem | Celkem                    |       | 6       | 6     | 6     |         | 0     | 0     | 0       |       | 6           | 6           | 6           | 18     |